# Караджа, Константин
Константин Караджа (24 ноября 1889, Гаага — 28 декабря 1950, Бухарест) — румынский аристократ, дипломат, юрист, библиограф, библиофил. Почётный член Румынской академии. Праведник мира (звание присвоено за спасение евреев во время Второй мировой войны).

## Биография
Родился в Гааге в семье грека и шведки, во время пребывания его отца на посту посла Османской империи в Нидерландах. Изучал право в Великобритании, в Фрэмлингхемском колледже и в Лондоне. В 1916 году Константин Караджа женился на румынской принцессе Марсель Элен Караджа (1896—1971), которая приходилась ему двоюродной сестрой и стал гражданином Румынии.
Поступив на дипломатическую службу, представлял Румынию в качестве консула в Будапеште, Стокгольме и Берлине. Во время войны использовал свое положение для спасения евреев. В частности, в Берлине сразу после погрома «Хрустальной ночи» 9-10 ноября 1938 года он начал предпринимать энергичные шаги против экспроприации собственности румынских евреев в Германии.
В 1944 на короткое время был отправлен в отставку.
В 1947 году Константин был отправлен в отставку уже навсегда. В пенсии ему было отказано. В 1948 коммунистический режим исключил Караджу из Академии наук. Восстановлен он был в 1990, после революции 1989-го. Скончался 28 декабря 1950 года.
18 мая 2005 года израильский Институт Катастрофы и героизма «Яд ва-Шем» признал Константина Караджу праведником народов мира.

## Признание заслуг
15 сентября 2005 года израильский Институт Катастрофы и героизма Яд ва-Шем посмертно присвоил Константину Карадже почетное звание праведник народов мира.

## Семья
Константин был сыном принца Жана Караджа-паши (1835—1894) и Марии Луизы Смит из Швеции, также известной как принцесса Мария Караджа (1868—1943). Был женат на дальней родственнице, имел от неё двоих детей (сына и дочь).